# Marius Kohl
Marius Kohl (* 1952) ist ein ehemaliger Beamter der Luxemburger Finanzbehörde. Von den 37 Jahren seiner Tätigkeit leitete er 22 Jahre bis zu seiner Pensionierung im Jahr 2013 die Steuerabteilung Sociétés 6. Über seinen Schreibtisch gingen Tausende Anträge ausländischer Firmen, die in Luxemburg Kapital anlegen wollten, um Steuern zu sparen. 2010 wurde bekannt, dass Kohl die zentrale Figur für diese Vorgänge war. In Absprache mit seinen Dienstherren, den damaligen Finanzministern Jean-Claude Juncker und Luc Frieden, entschied Kohl die meisten Anträge positiv.

## Luxemburg-Leaks

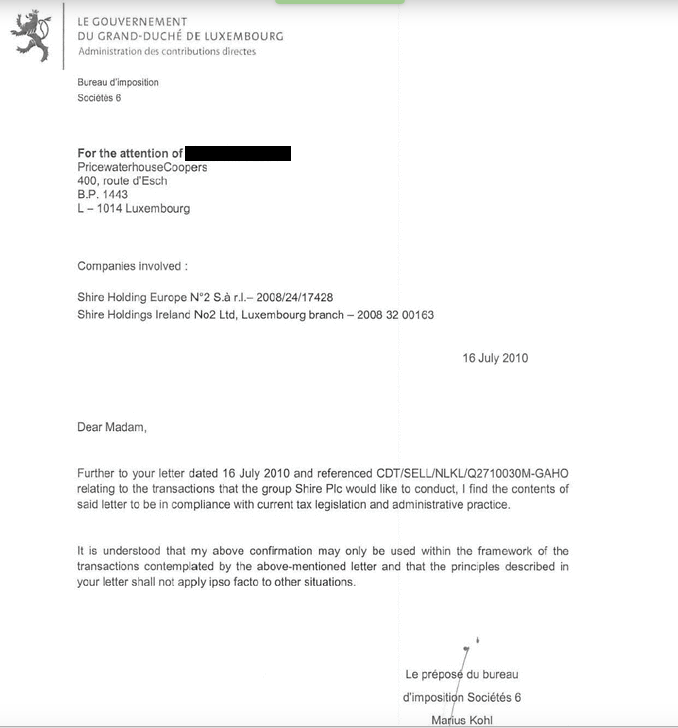
Beispiel für einen von Kohl unterzeichneten Steuervorbescheid

2010 und verstärkt im November 2014 unter dem Namen Luxemburg-Leaks veröffentlichten mehrere Medien Tausende vertraulicher Papiere der niederländischen Gesellschaft des Wirtschaftsprüfungsunternehmens PricewaterhouseCoopers. Das Institut arbeitete eng mit den Luxemburgischen Finanzbehörden und insbesondere der Abteilung Sociétés 6 zusammen. Die meisten dieser Dokumente zeigen die Korrespondenz mit Marius Kohl; diese beinhalten u. a. günstige Steuervorbescheide (im Englischen Tax Rulings), Kohl wurde daher branchenintern „Monsieur Ruling“ genannt. Bei den Konzernen und den Steuerberatern wurde Kohl geschätzt, weil seine Arbeit als schnell und unkompliziert sowie die bewilligten Unternehmenskonstrukte als ein wesentlicher Anteil an Luxemburgs Steuereinnahmen gelten.

## Zitat
Das Wall Street Journal zitiert eine charakteristische Äußerung Kohls. Er bedauere nichts: „The work I did definitely benefited the country, though maybe not in terms of reputation.“ (Meine Arbeit hat dem Land definitiv genutzt, obschon vielleicht nicht seinem Ruf.)

## Marius Kohl in der Presse
- John Hansen, Jakob Sorgenfri Kjær: Hans underskrift skaffede skatterabatter for milliarder in: Politiken, 20. Dezember 2014 (dänisch)
- Mario Stäuble, Titus Plattner: 30,5 Millionen Gewinn, null Angestellte in: Basler Zeitung vom 9. Dezember 2014
- Simon Bowers: Luxembourg tax files: how Juncker's duchy accommodated Skype and the Koch empire in: The Guardian vom 9. Dezember 2014 (englisch)
- Til Knipper: Monsieur Ruling: Der Beamte Marius Kohl machte Luxemburg reich. Jetzt ist er untergetaucht. in: Cicero, Januar 2015